# Liste der Bodendenkmäler in Niederwinkling
Auf dieser Seite sind die Bodendenkmäler in der niederbayerischen Gemeinde Niederwinkling zusammengestellt. Diese Tabelle ist eine Teilliste der Liste der Bodendenkmäler in Bayern. Grundlage ist die Bayerische Denkmalliste, die auf Basis des Bayerischen Denkmalschutzgesetzes vom 1. Oktober 1973 erstmals erstellt wurde und seither durch das Bayerische Landesamt für Denkmalpflege geführt wird. Die folgenden Angaben ersetzen nicht die rechtsverbindliche Auskunft der Denkmalschutzbehörde.

## Bodendenkmäler der Gemeinde Niederwinkling

### Bodendenkmäler in der Gemarkung Irlbach
| Lage               | Objekt | Akten-Nr.     | Bild |
| ------------------ | --- | ------------- | ---- |
| Irlbach (Standort) | Siedlungen der Linearbandkeramik, des Mittelneolithikums (Stichbandkeramik), Gruppe Oberlauterbach (Südostbayerisches Mittelneolithikum – SOB), des Jungneolithikums (Münchshöfener und Altheimer Gruppe), des Spätneolithikums (Chamer Gruppe), der Bronzezeit unter anderem der jüngeren Frühbronzezeit und der mittleren Bronzezeit, der Urnenfelderzeit, der Latènezeit, unter anderem der späten Latènezeit und der römischen Kaiserzeit (villa rustica), Bestattungsplatz der Urnenfelderzeit, Brandgräber der römischen Kaiserzeit sowie verebnetes Grabenwerk vor- und frühgeschichtlicher Zeitstellung. | D-2-7142-0151 |      |

### Bodendenkmäler in der Gemarkung Mariaposching
| Lage                     | Objekt | Akten-Nr.     | Bild |
| ------------------------ | --- | ------------- | ---- |
| Mariaposching (Standort) | Siedlungen vor- und frühgeschichtlicher Zeitstellung, unter anderem des Jungneolithikums (Münchshöfener Gruppe), der Hallstattzeit und der Latènezeit. | D-2-7142-0183 |      |
| Mariaposching (Standort) | Körpergräber vor- und frühgeschichtlicher Zeitstellung sowie Siedlungen vor- und frühgeschichtlicher Zeitstellung, unter anderem der Hallstattzeit.    | D-2-7142-0205 |      |

### Bodendenkmäler in der Gemarkung Niederwinkling
| Lage                      | Objekt | Akten-Nr.     | Bild |
| ------------------------- | --- | ------------- | ---- |
| Niederwinkling (Standort) | Mittelalterliche und frühneuzeitliche Befunde und Funde im Bereich des Burgstalls Welchenberg.                                                                                      | D-2-7142-0224 |      |
| Niederwinkling (Standort) | Verebnete Grabhügel vorgeschichtlicher Zeitstellung. | D-2-7142-0225 |      |
| Niederwinkling (Standort) | Siedlung vor- und frühgeschichtlicher Zeitstellung. | D-2-7142-0226 |      |
| Niederwinkling (Standort) | Siedlung vor- und frühgeschichtlicher Zeitstellung. | D-2-7142-0228 |      |
| Niederwinkling (Standort) | Untertägige mittelalterliche und frühneuzeitliche Befunde und Funde im Bereich der katholischen Filialkirche St. Mauritius samt Friedhof in Welchenberg.                            | D-2-7142-0419 |      |
| Niederwinkling (Standort) | Untertägige mittelalterliche und frühneuzeitliche Befunde und Funde im Bereich der abgebrochenen katholischen Pfarrkirche St. Wolfgang in Oberwinkling samt Friedhof.               | D-2-7142-0421 |      |
| Niederwinkling (Standort) | Untertägige mittelalterliche und frühneuzeitliche Befunde und Funde im Bereich der abgebrochenen katholischen Filialkirche St. Johannes der Täufer in Niederwinkling samt Friedhof. | D-2-7142-0423 |      |
| Niederwinkling (Standort) | Untertägige frühneuzeitliche Befunde und Funde im Bereich der katholischen Filialkirche St. Koloman in Lenzing, darunter Spuren des Friedhofs.                                      | D-2-7142-0425 |      |

### Bodendenkmäler in der Gemarkung Pfelling
| Lage                | Objekt                                                                                             | Akten-Nr.     | Bild |
| ------------------- | -------------------------------------------------------------------------------------------------- | ------------- | ---- |
| Pfelling (Standort) | Siedlung der frühen Latènezeit, der frühen und späten römischen Kaiserzeit sowie des Mittelalters. | D-2-7142-0174 |      |

### Bodendenkmäler in der Gemarkung Waltendorf
| Lage                  | Objekt | Akten-Nr.     | Bild |
| --------------------- | --- | ------------- | ---- |
| Waltendorf (Standort) | Siedlung vorgeschichtlicher Zeitstellung. | D-2-7142-0229 |      |
| Waltendorf (Standort) | Siedlung der Hallstatt- und der frühen Latènezeit. | D-2-7142-0230 |      |
| Waltendorf (Standort) | Brandgräber der älteren Urnenfelderzeit. Siedlungen der Altheimer und Chamer Gruppe, der Hallstatt- und der frühen Latènezeit.                                                                       | D-2-7142-0231 |      |
| Waltendorf (Standort) | Brandgräber der Urnenfelderzeit. | D-2-7142-0232 |      |
| Waltendorf (Standort) | Gräber des frühen Mittelalters. | D-2-7142-0233 |      |
| Waltendorf (Standort) | Siedlung vor- und frühgeschichtlicher Zeitstellung. | D-2-7142-0234 |      |
| Waltendorf (Standort) | Siedlung vor- und frühgeschichtlicher Zeitstellung. | D-2-7142-0235 |      |
| Waltendorf (Standort) | Siedlung vor- und frühgeschichtlicher Zeitstellung. | D-2-7142-0236 |      |
| Waltendorf (Standort) | Siedlung und Kreisgräben vor- und frühgeschichtlicher Zeitstellung. | D-2-7142-0237 |      |
| Waltendorf (Standort) | Siedlung vor- und frühgeschichtlicher Zeitstellung. | D-2-7142-0238 |      |
| Waltendorf (Standort) | Siedlung vor- und frühgeschichtlicher Zeitstellung. | D-2-7142-0239 |      |
| Waltendorf (Standort) | Siedlung vor- und frühgeschichtlicher Zeitstellung. | D-2-7142-0240 |      |
| Waltendorf (Standort) | Siedlung vor- und frühgeschichtlicher Zeitstellung, unter anderem der frühen Latènezeit. | D-2-7142-0241 |      |
| Waltendorf (Standort) | Siedlung vor- und frühgeschichtlicher Zeitstellung. | D-2-7142-0242 |      |
| Waltendorf (Standort) | Siedlung, Kreisgraben und verebnetes Grabenwerk vor- und frühgeschichtlicher Zeitstellung. | D-2-7142-0244 |      |
| Waltendorf (Standort) | Siedlung vor- und frühgeschichtlicher Zeitstellung. | D-2-7142-0245 |      |
| Waltendorf (Standort) | Verebnete Grabhügel vorgeschichtlicher Zeitstellung. | D-2-7142-0246 |      |
| Waltendorf (Standort) | Verebneter Grabhügel vorgeschichtlicher Zeitstellung. | D-2-7142-0247 |      |
| Waltendorf (Standort) | Siedlung vor- und frühgeschichtlicher Zeitstellung. | D-2-7142-0248 |      |
| Waltendorf (Standort) | Untertägige mittelalterliche und frühneuzeitliche Befunde und Funde im Bereich der katholischen Pfarrkirche St. Peter und Paul in Waltendorf, darunter Spuren von Vorgängerbauten und des Friedhofs. | D-2-7142-0427 |      |
| Waltendorf (Standort) | Mittelalterliche und frühneuzeitliche Befunde und Funde im Bereich der abgebrochenen katholischen Filialkirche St. Stephan in Albertskirchen.                                                        | D-2-7142-0429 |      |